# Auguste Hertzer
Auguste Hertzer (* 26. Juli 1855 in Graudenz; † 16. Mai 1934 in Rabaul) war eine Rotkreuz-Krankenschwester, die wesentlich zum Aufbau des Gesundheitswesens in den deutschen Kolonien in Ostafrika und Neuguinea beitrug.

## Lebensweg
Auguste Hertzer wurde als Schwester des Frauenvereins des Roten Kreuzes 1887 nach Deutsch-Ostafrika entsandt, wo sie Swahili erlernte. Dort erlebte sie 1888 den Aufstand der ostafrikanischen Küstenbevölkerung mit. Weiterhin begleitete sie Robert Koch bis ins westliche Usambara-Gebirge und auf die landwirtschaftliche Versuchsstation Kwai, als dieser sich in Ostafrika aufhielt. 1890 kehrte sie nach Deutschland zurück.
Nach Neuguinea wurde Hertzer gemeinsam mit Hedwig Saul 1891 vom 1888 gegründeten Deutschen Frauenverein für Krankenpflege in den Kolonien gesandt, wo sie nach ihrer Ankunft in Stephansort am 23. Juni zunächst am Krankenhaus unter dem gleichfalls 1891 eingestellten Arzt Reinhard Hagge arbeitete. Mit diesem zusammen wurde sie 1892 nach Friedrich-Wilhelms-Hafen an das noch nicht fertiggestellte Krankenhaus auf der vorgelagerten Beliao-Insel versetzt. Als sie am 18. November schwer erkrankte, wurde sie die erste Patientin dieses Hospitals. Dann widmete sie sich dem Aufbau dieses Hauses.
Nach einem fünfmonatigen Heimaturlaub 1896 kehrte sie nach Stephansort zurück, wo sich inzwischen wieder der Hauptsitz der deutschen Verwaltung befand. Sie wohnte zunächst im Hause des Landeshauptmanns Curt von Hagen, dann war sie auf der vorgelagerten Insel Siar mit Otto Dempwolff im Regierungskrankenhaus tätig.
Nachdem Hertzer am 15. März 1899 ihre Stellung beim Roten Kreuz aufgab, erwarb sie durch Vermittlung von Albert Hahl, mit dem sie intim befreundet war, ein Grundstück bei Palaupei, auf dem sie bis mindestens 1924 lebte. 1902 begleitete sie Hahl nach Sydney. An Dempwolffs Expedition zur Erforschung der Malaria, die dieser im Auftrage Kochs 1904 durchführte, nahm sie teil.
Im Laufe der nächsten Jahre erwarb sie auf der Gazellen-Halbinsel drei Plantagen. Eine davon verkaufte sie vor Kriegsausbruch. Einer Enteignung im ab 1921 australischen Mandatsgebiet Territorium Neuguinea entging sie, weil ihr westpreußischer Geburtsort nach den Bestimmungen des Versailler Vertrags zu Polen kam, sie mithin nicht mehr als feindliche Ausländerin galt. Während des Krieges hatte sie ihre Tätigkeit als Krankenschwester, nun für die australische Militäradministration, vorübergehend wieder aufgenommen.